# Bock

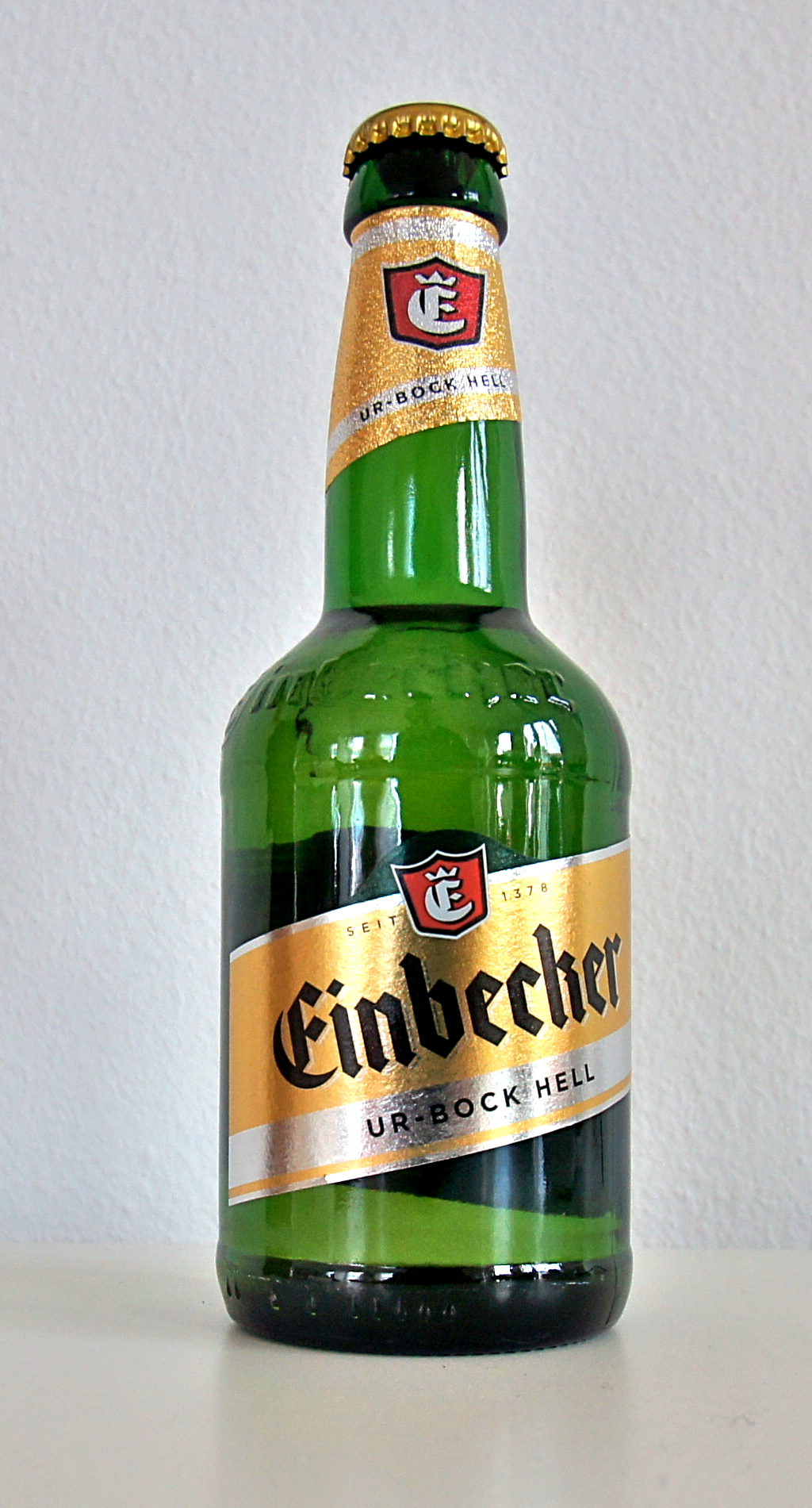
Einbecker Ur-Bock

El bock es una cerveza de tipo lager o baja fermentación, originaria de la ciudad alemana de Einbeck. Esta cerveza es muy fuerte, con una graduación alcohólica sobre los seis grados. Esta cerveza solo se produce durante la primavera y el otoño. Originalmente una cerveza oscura, un bock moderno puede variar de cobre claro a marrón. Así mismo, las cervezas de tipo bock tienen diversos subtipos como la doppelbock, maibock o eisbock.
También se llama bock o pocal o en alemán humpen al jarro con asa en donde se bebe cerveza, muy similar en forma al chopp por lo cual son frecuentemente confundidos, aunque los bock tradicionales suelen ser de cerámica con molduras o de peltre o de cristal con una tapa, una variante de bock o de pocal es el Wiederkommen, enorme jarra o pocal para beber cerveza por parte de un conjunto de personas en torno a una mesa.

## Historia

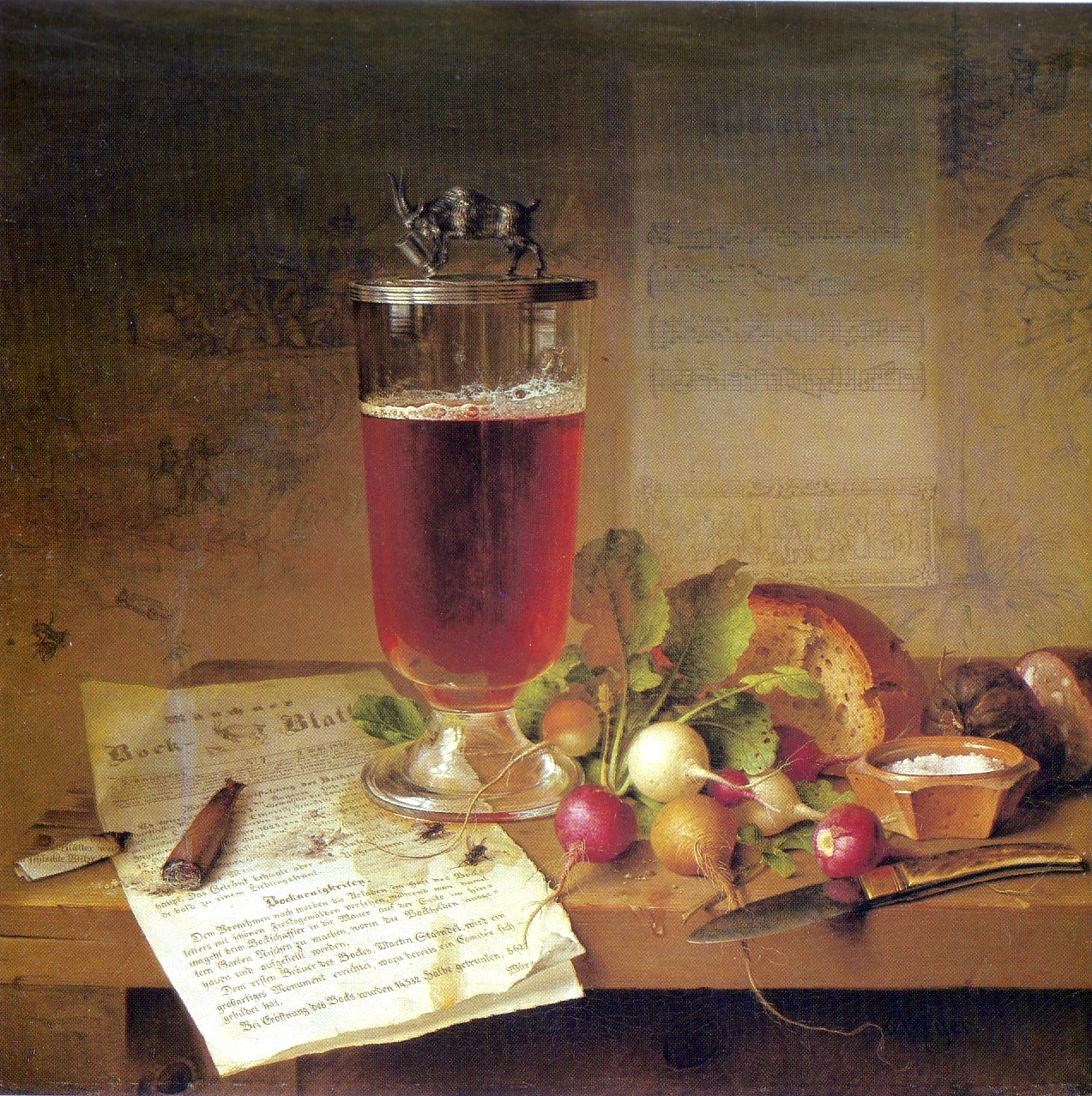
Münchner Bockstilleben, óleo de Johann Wilhelm Preyer (1839). En la pintura se aprecia una cerveza bock y un almuerzo bávaro tradicional.

El estilo conocido ahora como bock era una cerveza oscura, maltosa y ligeramente lupulada elaborada por primera vez en el siglo XIV por cerveceros alemanes en la ciudad hanseática de Einbeck. El estilo de Einbeck fue adoptado más tarde por los cerveceros de Múnich en el siglo XVII y se adaptó al nuevo estilo de cerveza lager. Debido a su acento bávaro, los ciudadanos de Múnich pronunciaron «Einbeck» como «ein Bock» («un macho cabrío»), y así la cerveza se hizo conocida como «bock». Como un juego de palabras visual, una cabra a menudo aparece en las etiquetas de las bock.
Bock está históricamente asociado con ocasiones especiales, a menudo festivales religiosos como Navidad, Pascua o Cuaresma (este último como Lentenbock). Los bocks tienen una larga historia de ser elaborados y consumidos por los monjes bávaros como fuente de nutrición durante los períodos de ayuno.

## Tipos

### Bock tradicional
La bock tradicional es una cerveza dulce, relativamente fuerte (6.3%–7.2% por volumen), ligeramente lupulada (20-27 IBU). La cerveza debe ser clara y el color puede variar de cobre claro a marrón, con una cabeza blanquecina abundante y persistente. El aroma debe ser maltoso y tostado, posiblemente con toques de alcohol, pero sin lúpulo o sabor a fruta detectables. La sensación en boca es suave, con carbonatación baja a moderada y sin astringencia. El sabor es rico y tostado, a veces con un poco de caramelo. Una vez más, la presencia del lúpulo es baja a indetectable, lo que proporciona la amargura suficiente para que la dulzura no sea empalagosa y el regusto esté silenciado. Los siguientes productos comerciales son indicativos del estilo: Point Bock (Stevens Point Brewery) Einbecker Ur-Bock Dunkel, Pennsylvania Brewing St. Nick Bock, Aass Bock, Great Lakes Rockefeller Bock, Stegmaier Brewhouse Bock.

### Maibock
El estilo maibock, también conocido como helles bock o heller bock, es un helles lager elaborado con la fuerza de bock; por lo tanto, sigue siendo tan fuerte como el bock tradicional, pero de color más claro y con más presencia de lúpulo. Es un desarrollo bastante reciente en comparación con otros estilos de cervezas bock, frecuentemente asociado con la primavera y el mes de mayo. El color puede variar de dorado profundo a ámbar claro con una cabeza blanca grande, cremosa y persistente, y carbonatación moderada a moderadamente alta, mientras que el contenido de alcohol varía de 6.3% a 7.4% por volumen. El sabor es típicamente menos maltoso que un bock tradicional, y puede ser más seco, lúpulo y más amargo, pero aún con un sabor a lúpulo relativamente bajo, con una calidad picante o picante leve del lúpulo, mayor carbonatación y contenido de alcohol. Los siguientes productos comerciales son indicativos del estilo: Ayinger Maibock, Mahr's Bock, Hacker-Pschorr Hubertus Bock, Capital Maibock, Einbecker Mai-Urbock, Hofbräu Maibock, Victory St. Boisterous, Gordon Biersch Blonde Bock, Smuttynose Maibock, Old Dominion Brewing Company Big Thaw Bock, [Brewery 85's Quittin' Time], Rogue Dead Guy Ale, Franconia Brewing Company Maibock Ale, Church Street maibock, y Tröegs Cultivator.

### Doppelbock

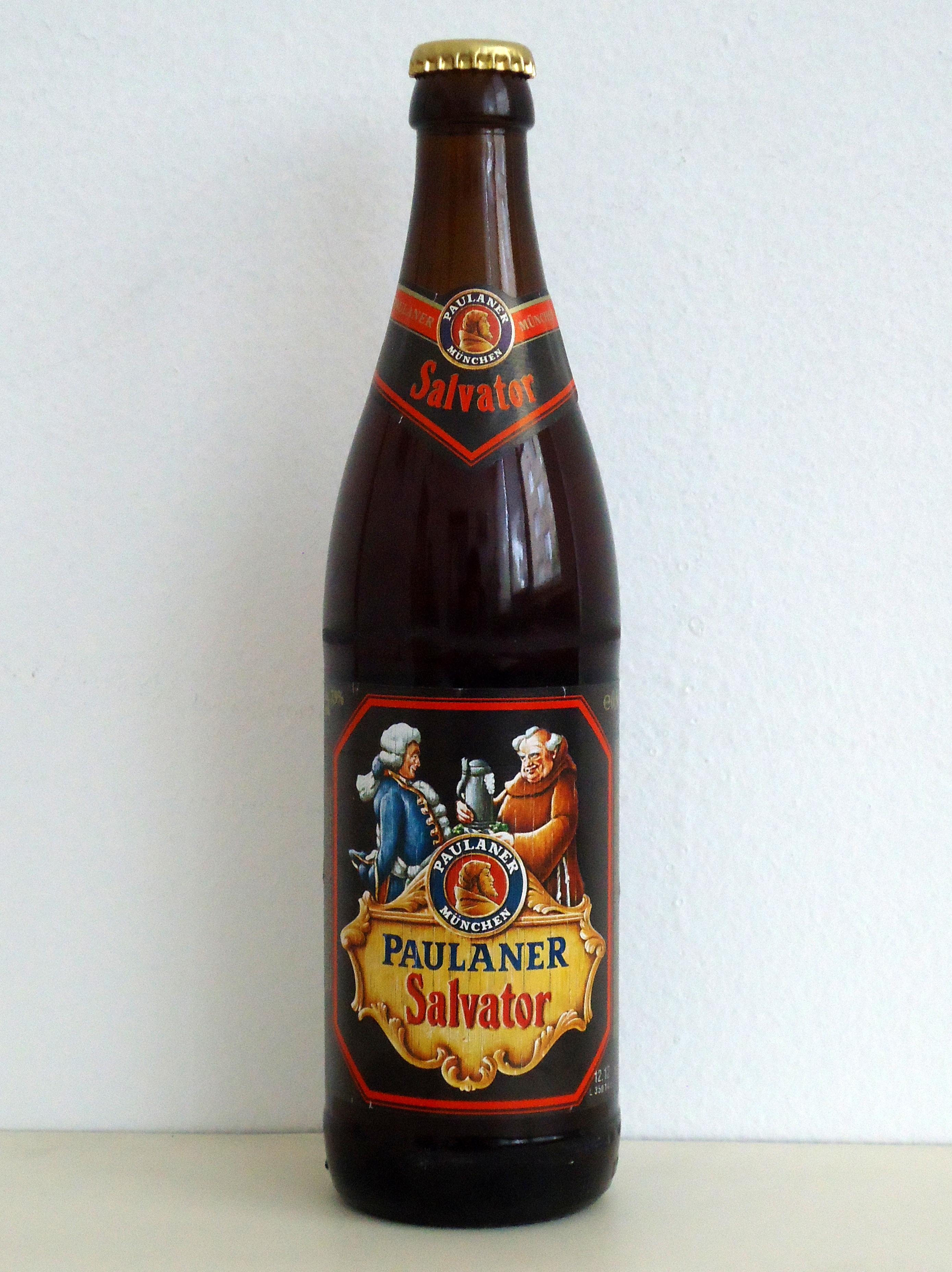
Paulaner Salvator, la primera cerveza elaborada por Paulaner en el siglo XVIII.

Doppelbock o doble bock es una versión más fuerte de bock tradicional que fue preparada por primera vez en Múnich por los Frailes Paulaner, una orden franciscana fundada por San Francisco de Paula. Históricamente, el doppelbock era rico en alcohol y dulce, por lo que servía como "pan líquido" para los frailes durante los tiempos de ayuno, cuando no se permitía la comida sólida. Hoy en día, el doppelbock sigue siendo fuerte, oscilando entre el 7% y el 12% o más por volumen. No está claro, con un color que va del dorado oscuro, para la versión más pálida, al marrón oscuro con reflejos rubí para la versión más oscura. Tiene una cabeza grande, cremosa y persistente (aunque la retención de la cabeza puede verse afectada por el alcohol en las versiones más fuertes). El aroma es intensamente maltoso, con algunas notas tostadas, y posiblemente también algo de presencia de alcohol; las versiones más oscuras pueden tener un aroma a chocolate o afrutado. El sabor es muy rico y maltoso, con notas tostadas y notable graduación alcohólica, y poco o ningún lúpulo detectable (16–26 IBU). Las versiones más pálidas pueden tener un acabado más seco.
Los monjes que originalmente elaboraron el doppelbock llamaron a su cerveza "Salvator" (literalmente "Salvador", pero en realidad un malpropismo para "Sankt Vater", "San Padre", originalmente elaborado para la fiesta de San Francisco de Paula el 2 de abril, que a menudo cae en Cuaresma), que hoy es una marca registrada de Paulaner. Los cerveceros de los doppelbocks modernos a menudo agregan "-ator" al nombre de su cerveza como una señal del estilo; hay 200 nombres de doppelbock "-ator" registrados en la oficina de patentes alemana. Los siguientes son ejemplos representativos del estilo: Predator, Paulaner Salvator, Ayinger Celebrator, Weihenstephaner Korbinian, Andechser Doppelbock Dunkel, Spaten Optimator, Augustiner Maximator, Tucher Bajuvator, Weltenburger Kloster Asam-Bock, Capital Autumnal Fire, EKU 28, Eggenberg Urbock 23.º, Bell's Consecrator, Moretti La Rossa, Samuel Adams Double Bock, Tröegs Tröegenator Double Bock, Wasatch Brewery Devastator, Great Lakes Doppelrock, Abita Andygator, Wolverine State Brewing Company Predator, Burly Brewing's Burlynator y Christian Moerlein Emancipator Doppelbock.

### Eisbock

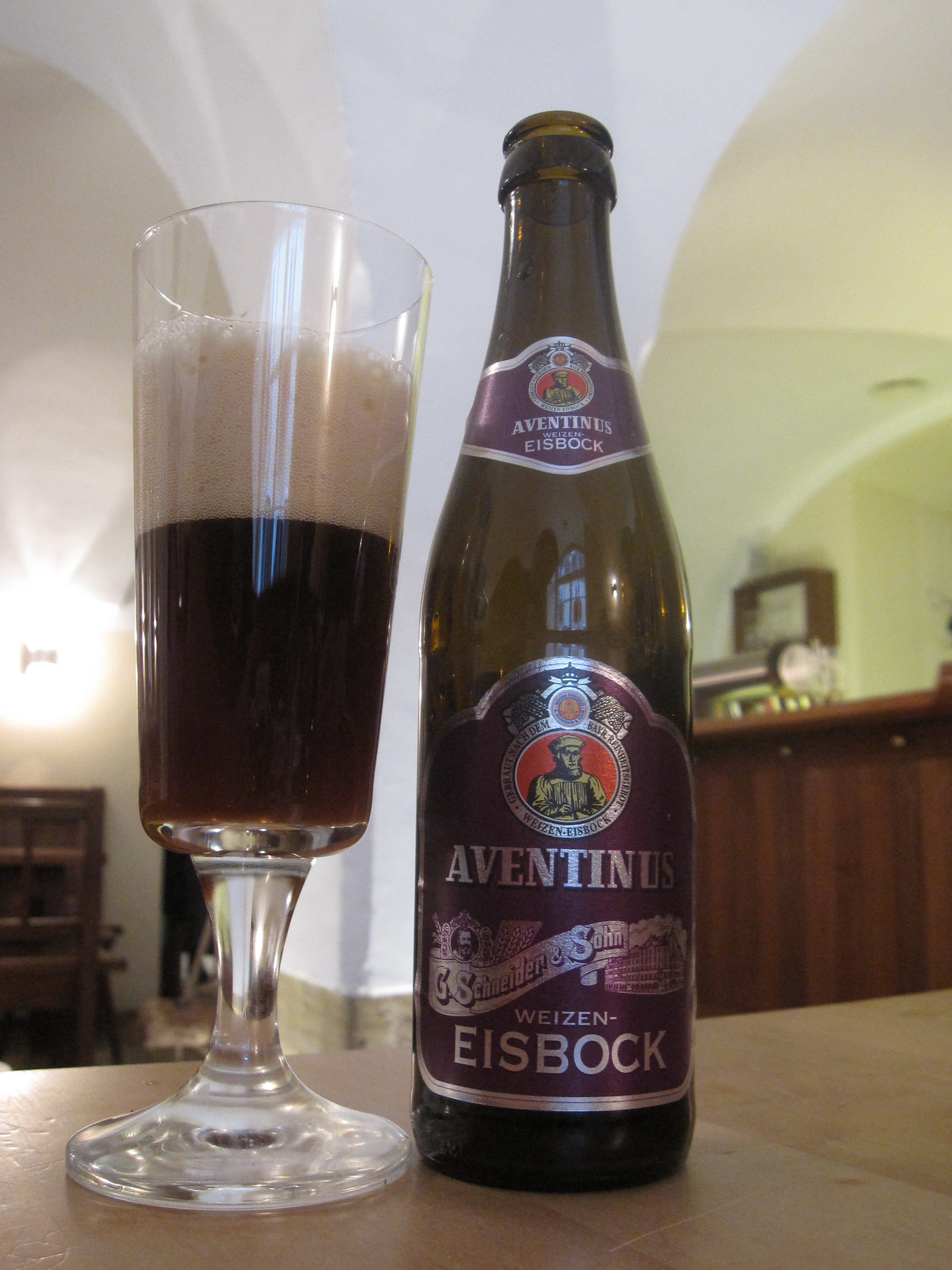
Schneider Aventinus Eisbock.

Eisbock es una cerveza especial tradicional del distrito de Kulmbach de Alemania que se elabora congelando parcialmente un doppelbock y eliminando el hielo de agua para concentrar el sabor y el contenido de alcohol, que oscila entre el 9% y el 13% en volumen. Es claro, con un color que varía desde el cobre intenso hasta el marrón oscuro, a menudo con reflejos rubí. Aunque puede verterse con una cabeza delgada de color blanquecino, la retención de la cabeza se ve afectada frecuentemente por el mayor contenido de alcohol. El aroma es intenso, sin presencia de lúpulo, pero con frecuencia puede contener notas afrutadas, especialmente de pasas y ciruelas. Se siente en boca lleno y suave, con alcohol significativo, aunque esto no debe ser caliente o agudo. El sabor es rico y dulce, a menudo con notas tostadas, y a veces toques de chocolate, siempre equilibrado por una importante presencia de alcohol. Los siguientes son ejemplos representativos del estilo: Colorado Team Brew "Warning Sign", Kulmbacher Reichelbräu Eisbock, Eggenberg, Schneider Aventinus Eisbock, Urbock Dunkel Eisbock, Franconia Brewing Company Ice Bock 17%.
La cerveza de hielo más fuerte, Schorschbräu, es producida por una compañía de Franconia; tiene un 57% de ABV (alcohol por volumen), que afirma ser un récord mundial en cuanto a contenido alcohólico en una cerveza.

### Weizenbock
Weizenbock es un estilo de bock elaborado con trigo en lugar de cebada. Fue producido por primera vez en Baviera en 1907 por G. Schneider & Sohn y fue nombrado Aventinus por un historiador bávaro. El estilo combina maltas más oscuras de Múnich y levadura de cerveza de trigo de fermentación superior, elaborada con la fuerza de una doppelbock.